# 2003 في تركيا
فيما يلي قوائم الأحداث التي وقعت خلال عام 2003 في تركيا.

## سياسة

### تعيين في المنصب
- 14 مارس – رجب طيب أردوغان رئيس وزراء تركيا.
- 28 مارس – عبد الله غل نائب رئيس وزراء تركيا.

### انتهاء فترة المنصب
- 14 مارس – عبد الله غل رئيس وزراء تركيا.

## مواليد

### يونيو
- 25 يونيو – كاغلا كاكار ممثلة تركية.

## وفيات

### مارس
- 28 مارس – كادري أيتاتش (مواليد 1931) لاعب ومدرب كرة قدم تركي.

### سبتمبر
- 28 سبتمبر – إيليا كازان (مواليد 1909)